# УничтоЖанна
 «УничтоЖанна» — российская супергеройская комедия 2024 года, режиссёрский дебют сценариста Максима Кудымова.

## Сюжет
Когда-то в семье учёного, жена которого всегда переживала, что его эксперименты проводимые дома до добра не доведут, родилась дочка Жанна, и оказалось, что девочка умеет читать чужие мысли, лишь с близкого расстояния, но и этого хватало, чтобы доставить взрослым массу неприятностей.
Спустя годы Жанна обзавелась собственной семьёй и живёт жизнью домохозяйки с мужем-тюфяком и дочкой-подростком.
Она потихоньку использует свои сверхспособности, чтобы обустроить быт и улучшить благосостояние, но, в общем, не проявляет их.
Российские спецслужбы давно следят за ней, в том числе и через мужа, который все эти годы работал под прикрытием, а теперь хотят завербовать её в свои ряды — сделать суперагентом, предводительницей отряда трудных подростков с чудаковатыми суперспособностями.
Жанне предстоит поймать неуловимого преступника номер один — Дорада Сибасова, который обчищает банки. Жанна начинает действовать, применяя свои уникальные способности, но выясняется, что у Дорада, который тоже обладает некими сверхспособностями, на неё свои планы.
Кроме того, на Жанну ведут охоту агенты ЦРУ, которые хотят завладеть «новейшим российским оружием» в лице Жанны, но постоянно попадают в серию нелепых ситуаций и идиотским образом проваливают миссию.

## В ролях
- Юлия Егерева — Жанна
- Павел Прилучный — Дорад Сибасов
- Игорь Ознобихин — Игорь Лавренков, представитель спецслужб России
- Роман Попов — муж Жанны
- Маргарита Шведова — дочь Жанны
- Роман Фомин — отец Жанны
- Софья Каштанова — мама Жанны
- Дарья Погодина — Наталья Аксёнова
- Станислав Бондаренко — агент Дмитрий Бондарев
- Майкл Гибсон — Уилл Шерман, агент ЦРУ
- Дин Майер — Фрэнк Доусон, агент ЦРУ
- Джонатан Солвей — Джонатан Маккендрик
- Татьяна Уфимцева — Зоя Карповна
- Наталья Бочкарёва — Зоя Карповна в молодости
- Тимотэ Вьен — Поль
- Анастасия Васильева — Света
- Владислав Кунеевский — Лука

## Съёмки
Изначально планировалось, что это будет веб-сериал, был написан сценарий из 10 эпизодов и в 2021 году снята пилотная серия, но затем, выиграв грант в 15 миллионов рублей от Президентского фонда культурных инициатив, она была переделана в полнометражный фильм, который был снят компанией «Киноджет» Юлии Егеревой, которая также исплонила главную роль.
Съёмки велись в конце 2023 года и заняли около трёх месяцев. В Москве они проходили в бункере № 703, усадьба Кусково стала домом героя Павла Прилучного.

## Показ
Трейлер фильма был опубликован 12 ноября 2024 года, в широкий прокат фильм вышел 21 ноября.
В кинопрокате фильм фактически провалился — за премьерный уикенд фильм посмотрели лишь 2 650 зрителей, оказался на 30 строчке кинопроката, за второй уикенд собрав ещё 1500 зрителей опустился на 50 строчку и был снят с проката, общие кассовые сборы едва превысили 1,5 миллионов рублей.